# Château de Marieux
Le château de Marieux est situé sur le territoire de la commune de Marieux, dans le département de la Somme.

## Historique

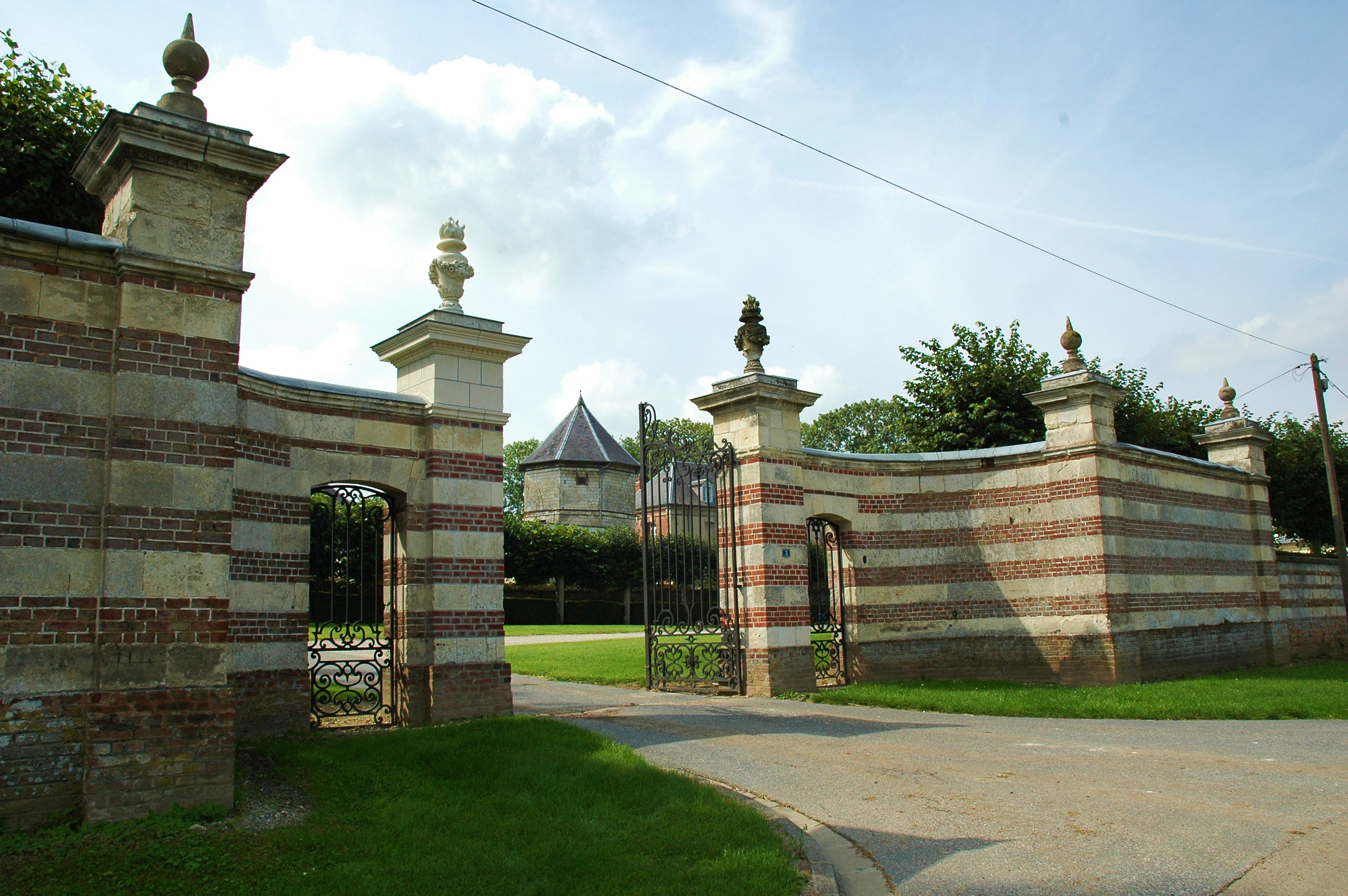
Entrée

La famille Le Caron de Chocqueuse devient seigneur de Marieux en 1680. Elle fait construire l'actuel château en 1777, à proximité de l'ancien.
Il appartient actuellement à la famille de Chizelle.
L'édifice est classé au titre des monuments historiques par arrêté du 7 novembre 1973 pour son grand salon et inscrit partiellement à cette même date (éléments protégés : façades, toitures, portail, escalier, diverses pièces du château).

## Description
Le château du XVIIIe siècle a été construit en brique et pierre. Un majestueux portail permet de pénétrer dans le parc.
L'intérieur a conservé sa belle décoration : escalier avec sa rampe en fer forgé, grand salon, salle à manger et  bibliothèque au rez-de-chaussée ; au premier étage les chambres avec leurs décors vert, rouge et bleu.

## Parc
Le parc et le jardin potager sont protégés en tant que monument historique